# Kanton L'Isle-en-Dodon
Kanton L'Isle-en-Dodon (francouzsky Canton de L'Isle-en-Dodon) je francouzský kanton v departementu Haute-Garonne v regionu Midi-Pyrénées. Tvoří ho 24 obcí.

## Obce kantonu
- Agassac
- Ambax
- Anan
- Boissède
- Castelgaillard
- Cazac
- Coueilles
- Fabas
- Frontignan-Savès
- Goudex
- L'Isle-en-Dodon
- Labastide-Paumès
- Lilhac
- Martisserre
- Mauvezin
- Mirambeau
- Molas
- Montbernard
- Montesquieu-Guittaut
- Puymaurin
- Riolas
- Saint-Frajou
- Saint-Laurent
- Salerm